# Kurt Kempin
Kurt Kempin (* 4. April 1874 in Giebichenstein; † 8. September 1972 in Frankfurt am Main) war ein deutscher Maler und Bühnenbildner.

## Leben
Kurt William Kempin wurde 1874 in Giebichenstein bei Halle/Saale geboren. Er absolvierte die Karlsruher Kunstakademie und wurde 1896 Dekorationsmaler am Darmstädter Hoftheater. Im September 1911 wurde er zum Hoftheatermaler ernannt. Dem Darmstädter Hoftheater gehörte er als leitender Bühnenbildner bis 1921 an.
Auf Anregung von Großherzog Ernst Ludwig schuf er anlässlich der Aufführung von Oscar Wildes „Salome“ 1907 eine stilisierte Bühne mit plastischen Aufbauten. Er grenzte sich damit gegen die damals übliche illusionistische Bühnenmalerei der wilhelminischen Zeit ab. Kurt Kempin trug mit seinen zahlreichen Bühnenbildern zu einer „Erneuerung des Theaters“ bei und versuchte, damit eine Verbindung zu den Künstlern der Mathildenhöhe herzustellen. 1915 erhielt er von Großherzog Ernst Ludwig den Professorentitel verliehen.  
Nach seinem Ausscheiden aus dem Darmstädter Theater war er als Maler und privater Mallehrer tätig. Er erhielt Lehraufträge u. a. an den Gewerbeschulen in Darmstadt in Bensheim. 1925 hat er die Entwürfe für die Wandgestaltung des großen Konzertsaals des Kurhauses Bad Nauheim geliefert.
Sein bühnenbildnerischer Nachlass befindet sich, soweit erhalten, in der Theatersammlung der Universitäts- und Landesbibliothek der TU Darmstadt.

## Veröffentlichungen
- 1906: 6 Faschingswagen nach Entwürfen Carnevalsumzug Darmstadt 1906, Darmstadt.

## Ehrungen
- 1905: Verleihung der silbernen Hochzeitsmedaille zur Erinnerung an die erste Hochzeit Großherzog Ernst Ludwigs
- 25. November 1911: Verleihung des Ritterkreuzes II. Klasse des Verdienstordens Philipps des Großmütigen
- 26. Juni 1913: Verleihung des Ritterkreuzes I. Klasse des Verdienstordens Philipps des Großmütigen
- 20. Oktober 1915: Verleihung des Professorentitels
- 1954: Bundesverdienstkreuz am Bande
- 1959: Johann-Heinrich-Merck-Ehrung